# ももせたまみ
ももせ たまみは、日本の漫画家、同人作家。女性。東京都出身、早稲田大学教育学部国語国文学科卒業。血液型はAB型。青年誌および4コマ誌を中心に4コマ漫画を発表している。

## 経歴
大学卒業後にゲーム会社に勤務する傍ら、1993年に『ヤングアニマル』（白泉社）連載の『ももいろシスターズ』でデビュー。その後3年ほどOLと漫画家の二足のわらじで生活する。
1997年からは『まんがライフオリジナル』（竹書房）で『せんせいのお時間』の連載も開始、これらの2作品は1997年以降共にドラマCD化、TVアニメ化されている。
2003年には『せんせいのお時間』を看板作品に据えた『まんがライフMOMO』が竹書房より『近代麻雀ゴールド』増刊号として創刊され、ほぼ毎号表紙を描いているほか、『お時間』の主人公役を務めた声優の南央美の実体験を漫画化した『おみたま』も2010年まで『お時間』と共に連載していた。2013年より同誌での連載作品が『私設花野女子怪館』に交代した後も、引き続き表紙の中心イラストを担当している。
『ももいろスウィーティー』（ヤングアニマル）、『ななはん』（月刊アフタヌーン）、『せんせいのお時間』・『おみたま』・『通販BINちゃん生活（の挿絵）』（まんがライフMOMO）と一時は5本の連載を抱えていたが、2006年2月から産休のため全ての連載を休んでいた。その後無事女子の双子を出産し、『まんがライフMOMO』2006年8月号より活動を再開。『Silky』2008年2月号より双子の育児エッセイ『ツインぴーくす』（後に『ぷりぷりふたごシスターズ』と改題）を、2013年の同誌休刊まで連載した。
2010年には第3子となる男児を出産。このときは『せんせいのお時間』は『まんがライフMOMO』2010年11月号より2011年3月号まで毎月2 - 4ページ程度に減らして乗り切ったが、『Silky』2011年2月号の『ツインぴーくす』は休載となった。

## 概要
作風としては少女漫画タッチの絵柄で、いわゆる萌え系の4コマ漫画に分類され、萌え系4コマ漫画家として最初期の作家の一人に数えられる。特に『ももいろシスターズ』ではそういった絵柄とH系なネタとのギャップで人気を博し、通巻10巻という長期連載となった。
投稿時代は「ももじりたまこ」というペンネームを使用していたが本人も編集長もとても恥ずかしい思いをしたためデビューの際に現在のペンネームに変更したという。ペンネームの「ももせ」は近所にあった不動産屋の名前からとのこと。
なお「講漫社」「ももせ商会」などのサークル名で成年誌系の作家である海野螢やアイザック乳頭らとともに同人活動をしていたこともあり、おたくや同人誌に関するネタも多い。

## 作品リスト（単行本）
- ももいろシスターズ（1993年 - 2002年、白泉社 全10巻）
  - ももいろふぁいぶ（2008年、白泉社 全1巻）
  - ももいろ愛かっぷる（2008年、白泉社 全1巻）
  - ももいろフレンズ（2009年、白泉社 全1巻）
  - ももいろリトルシスター（2009年、白泉社 全1巻）

いずれも「ももいろシスターズ」の再編集版。
- せんせいのお時間（1997年 - 2013年、竹書房 全12巻）
- ワーキングガールの素（1999年、白泉社 全1巻）ISBN 9784592131908
- ななはん〜七屋ちょこっと繁盛記〜（2000年 - 2007年、講談社 全2巻）
  1. ISBN 9784063375473
  2. ISBN 9784063376302
- ももたま・ミックス（2003年、白泉社 全1巻）短編作品集 ※なお4作品とも掲載誌はすべて白泉社刊行雑誌 ISBN 9784592132301
  - ホームぺぇじ（Silky）1999年8月号 - 2002年10月号 全20話
  - マジック♥マジック（ヤングアニマル嵐）2002年 vol5 - 2003年 vol12 全8話
  - おくさまはねこみみギャルだにゃん♥（ヤングアニマル嵐）2001年 vol2
  - ビューティフルラバーズ（Silky増刊 スパイス）2001年5月10日号
- ももいろスウィーティー（2003年 - 2010年、白泉社 全5巻）
- おみたま通販便（2004年 - 2010年、竹書房 全3巻）※南央美との共著
  1. 『おみたま通販便』ISBN 9784812459577
  2. 『おみたま通販便2』ISBN 9784812467534（通常版）、ISBN 9784812467541（特装版）
  3. 『おみたま通販便finale』ISBN 9784812476802
- ぷりぷりふたごシスターズ（2008年 - 2013年、白泉社 既刊1巻で中断）※旧タイトルは『ツインぴーくす』だが、単行本1巻発売時に改題。
  1. ISBN 9784592144786
- ナナとカオルぴんくぴゅあ（2011年 - 2013年、白泉社 全1巻）※雑誌掲載時タイトルは『ナナカオぴんくぴゅあ』だが、単行本で改題。なお、『ナナとカオル』の著者である甘詰留太に関する権利記載は、掲載誌面にも単行本にも行なわれていない。
ISBN 9784592142348
- 私設花野女子怪館（2013年 - 2016年、竹書房 全3巻）
  1. ISBN 9784801950177
  2. ISBN 9784801954069
  3. ISBN 9784801956162

### 挿絵
- 要塞学園アルファルファ（1999年 - 2000年、集英社 全3巻）原作:矢成みゆき&あかほりさとる